# Paraspheniscoides binarius
Paraspheniscoides binarius är en tvåvingeart som först beskrevs av Friedrich Hermann Loew 1861.  Paraspheniscoides binarius ingår i släktet Paraspheniscoides och familjen borrflugor. Inga underarter finns listade i Catalogue of Life.